# Bartolomé Bravo
Bartolomé Bravo (1554, Martín Muñoz de las Posadas – 1607, Medina del Campo) fue un jesuita, lingüista y pedagogo español.

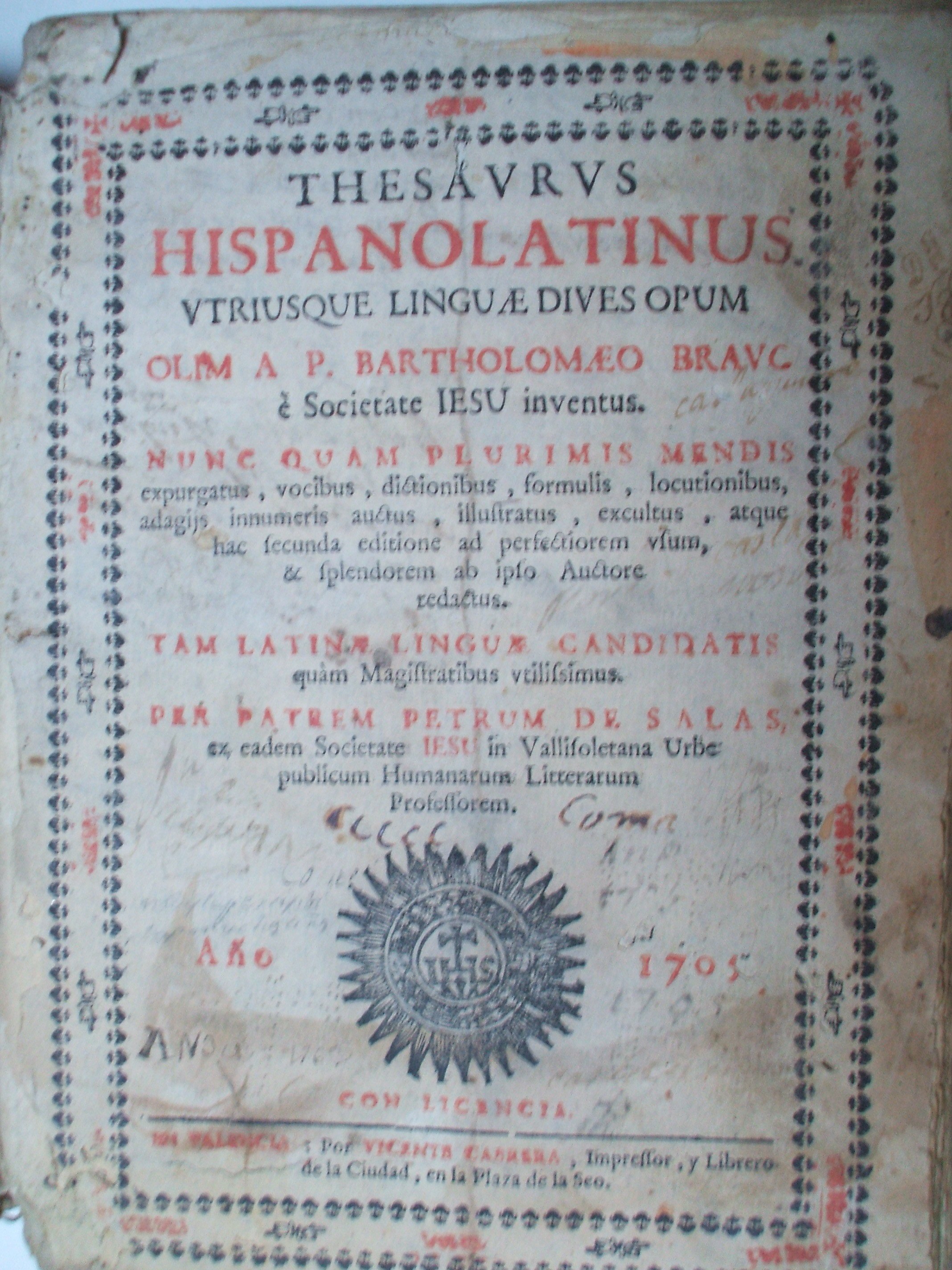
Portada de su Thesaurus hispano latinus, edición de Valencia, 1705.

Nacido en el municipio segoviano de Martín Muñoz de las Posadas, ingresó en la Compañía de Jesús en Salamanca el año 1572, profesando veinte años después. La mayor parte de su vida la ocupó a la enseñanza de lengua latina en los colegios jesuitas de la provincia de Castilla.
Publicó muchos manuales destinados a la enseñanza práctica del latín en las escuelas de la Compañía de Jesús, de los que se registran casi un centenar de impresiones hasta el siglo XIX, y entre las que destacan su Thesaurus verborum, el Liber de octo partium orationis constructione y el Thesaurus hispano latinus.

## Obras
- Diálogo de la Concepción de Nuestra Señora, en castellano y latín, representado en Monterrey en 1578.
- Liber de octo partium orationis constructione (Pamplona, 1589). Otros ejemplares:
  - Medina del Campo, 1600.
  - Pamplona: 1606, 1680, 1719, 1729, 1736, 1743, 1753 y 1764.
  - Valladolid: 1608, 1716 y 182?.
  - Burgos: 1619?.
  - Zaragoza: 1663, 1670 y 1732.
  - Madrid: 1668, 1740, 1781 y 1792.
  - Barcelona: 1728.
- Liber de conscribendis Epistolis : cum singulis cuiusque generis Epistolarum exemplaribus y Progymnasmata siue praexercitationes oratoriae, cum singulis cuiusque progymnasmatis exemplaribus (Pamplona, 1589). Otros ejemplares: Segovia, 1591.
- Progymnasmata, seu praexercitationes Oratoriae cum singulis cuiusque progymnasmatis exemplaribus (Pamplona, 1589). Otros ejemplares: Segovia, 1591.
- Thesaurus verborum ac phrasium ad orationem latine efficiendam et locupletandam (Salamanca, 1599, edición perdida de Pamplona, 1590). Otros ejemplares:
  - Zaragoza: 1601, 1607, 1628, 1640 y 1701.
  - Valencia: 1606, 1608, 1621, 1654, 1666, 1672 y 1698.
  - Palma de Mallorca: 1607.
  - Pamplona: 1610 y 1612.
  - Valladolid: 1618.
  - Madrid: 1619, 1643, 1644, 1648, 1652 y 1656.
  - Barcelona: 1626, 1627, 1628 y 1635.
- Liber de arte poetica : in quo primum de syllabarum dimensione, ac versificandi ratione agitur, deinde de optimo genere poematis (Salamanca, 1593).
- De arte oratoria ac de eiusdem exercendae ratione, tullianaque imitatione, varia ad res singular adhibita exemplorum copia libri quinque (Medina del Campo, 1596).
- Liber de conscribendis epistolis : exemplaribus cuiusque generis Epistolarum ; item Epistolarum libri tres quibus virtutis doctrina iuuentuti accommodata continetur (Medina del Campo, 1601).
- Compendium Marii Nizolii siue Thesauri Marci Tulii Ciceronis ... : additum dictionarium plurimarum vocum, quae in Ciceronis scriptis desiderantur, ab aliisque latinis scriptoribus ... collectae sunt (Valladolid, 1619). Otros ejemplares:
  - Valladolid: 1641, 1657 y 1673.
  - Madrid: 1668.
  - Alcalá de Henares: 1672.
  - Burgos: 1682.
- Thesaurus hispano latinus utriusque linguae dives opum (Valladolid, 1654). Es el Thesaurus verborum ac phrasium de Bravo corregido por otros gramáticos. Otros ejemplares:
  - Valladolid: 1662, 1669, 1821 y 1824.
  - Madrid: 1666, 1688, 1701, 1724, 1729, 1741, 1746, 1753, 1756, 1766, 1770, 1775, 1777, 1781, 1783, 1785, 1787, 1794, 1808, 1817 y 1828.
  - Zaragoza: 1688, 1743,
  - Valencia: 1693, 1705,
  - Barcelona: 1714, 1716, 1717, 1757, 1791, 1795, 1807, 1817, 1824, 1826, 1831, 1833, 1834 y 1850.
  - Pamplona: 1720,
  - Salamanca: 1729,
  - Villagarcía: 1761.
  - Alcalá de Henares: 1797, 1800,
  - Gerona: 1843.